# Jean Sanitas
Œuvres principales
- Bob Mallard
- Zor et Mlouf contre 333
- Le sang et le sida
- Mémoires de survivants
- Le petit soldat de Clermont-Ferrand

Jean Sanitas, né le 6 novembre 1927 à Clermont-Ferrand (Puy-de-Dôme) et mort le 8 août 2016 à Pontgibaud (Puy-de-Dôme), est un résistant, écrivain, poète, essayiste, journaliste, grand reporter et auteur de bande dessinée français.

## Biographie

### Origines, études, famille
Jean Sanitas naît le 6 novembre 1927 à Clermont-Ferrand. Son père, Joseph Sanitas, est ouvrier métallurgiste et militant communiste. Sa mère, Denise Védrine, milite également au Parti communiste (PCF). Il a deux frères et une sœur. Il fait ses études au collège technique Amédée-Gasquet et obtient un CEP.
Marié en 1947 avec Paulette Legay, également membre du PCF, puis divorcé, Jean Sanitas épouse en 1967 en secondes noces Marcelle Rulot, camarade de résistance et secrétaire de Waldeck Rochet au journal La Terre en 1956.

### Résistance
Entré très tôt dans la Résistance au sein des FTP aux côtés de son père et de son frère aîné, André, il est arrêté en même temps qu'eux en 1944 - il a alors 16 ans - à la suite d'une dénonciation. Ils sont frappés au cours de leurs interrogoires menés par la Gestapo. Lui parvient à s'échapper tandis que son père est envoyé au camp de concentration de Neuengamme, d'où il ne revient pas, et son frère perd la vie pendant son transfert au camp de Dachau.
Il poursuit ensuite le combat par diverses actions comme la distribution de tracts, les sabotages, la participation à des opérations militaires, des transports d'armes, etc.
Ces actes de résistance lui valent l'homologation FFI et la carte de combattant volontaire de la Résistance (CVR).

### Journalisme
Jean Sanitas commence sa carrière journalistique à Clermont-Ferrand, après la guerre, dans plusieurs journaux locaux du PCF (La Voix du Peuple, Le Patriote). Il se rend à Paris fin 1956 pour travailler dans plusieurs grands journaux nationaux avant de devenir grand reporter pour L’Humanité, la Vie Ouvrière. Il fait ainsi plusieurs fois le tour de la planète, visitant de nombreux pays.

### Bande dessinée
Il travaille aussi comme scénariste chez Vaillant, où il entre en 1957. Il écrit les aventures de Bob Mallard, Fanfan la tulipe, Zor et Mlouf, La bête à part (avec le dessinateur Mas), La patrouille de la jungle, Jean et Jeannette, etc. Il est auteur de bandes dessinées chez Dargaud. Il utilise notamment le pseudonyme de Sani ou de Jean Sani.

## Distinction
Le 21 octobre 2013, il est décoré de la Légion d'honneur par Jean-Yves Gouttebel, évoquant « la détermination d'un homme de lettres et de valeurs, qui connaît la valeur des mots mais aussi celle des actes. »

## Publications
- Une nouvelle aventure de Bob Mallard (4 albums)
- Fanfan la Tulipe (2 albums)
- Fanfan la tulipe (Taupinambour) (11 albums)
- Gandhi (1 album)
- Les Grands capitaines (3 albums)
- Le Maraudeur (1 album)
- Le Meilleur de Pif (1 album)
- Pif Parade Aventure (2 albums)
- Zor et Mlouf contre 333 (4 albums)
- Albéric Barbier (1 numéro dans le no 1725 de Spirou)
- Lénine en octobre, Dargaud, 1982 (dessins de Parras, présentation de Louis Aragon)  (ISBN 2-205-02234-2)
- La Bataille de Neretva - Tito, Dargaud
- Le Birobidjan, une terre juive en URSS (1989)
- Le Sang et le sida (1995)
- Pour que demain soit plus humain (1995)
- Tribulations d'un résistant auvergnat ordinaire 7e compagnie (1997)
- La Grande colère de big-beef-bill taureau auvergnat (2000)
- Le Petit soldat de Clermont-Ferrand prêtre ouvrier ou militaire (2001)
- Des terroristes auvergnats qui savaient se battre et mourir (2001)
- Histoires de rire (2002)
- Maquis dans les Combrailles des résistants un monument (2002)
- Le Burgonde et le Kalamiteumifreu (2003)
- Deux roses blanches pour un noir (2004)
- Mémoires de survivants des camps de la mort nazis (2005)
- Je devais le dire (2007)
- Ma contrefaçon de le dire (2010)
- Le Roman de l'homme à la valise (2014)
- Un jour une nuit (1969)
- Louis, le Bien Aimé (2000)